# 天龙八部之宿敌
天龙八部之宿敌（简称宿敌）是许嵩作词、作曲、演唱的一首中国风歌曲，歌曲灵感来自于金庸原著《天龙八部》。歌曲风格内敛含蓄，创作这首歌曲许嵩花了半个月，加上后期制作和录音差不多有40多天。许嵩为游戏《天龙八部》代言，这首歌曲是该游戏的主题曲。